# آنا گریگوریان
آنا آرامی گریگوریان (ارمنی: Աննա Արամի Գրիգորյան؛ زادهٔ ۸ ژانویهٔ ۱۹۹۱) یک سیاستمدار و مترجم اهل ارمنستان است که از تاریخ ۲۰۲۱ تا کنون سمت نمایندگی دوره هشتم مجلس ملی جمهوری ارمنستان را برعهده دارد.

## زندگی‌نامه
در ۸ ژانویه ۱۹۹۱ در کاپان به دنیا آمد و از دانشگاه دولتی ایروان فارغ‌التحصیل شد. 